# Ночное предупреждение
«Ночное предупреждение» (англ. Night Warning) — американский эксплуатационный фильм ужасов 1981 года, снятый режиссёром Уильямом Эшером, главные роли исполнили Сьюзан Тайррелл, Джимми Макникол, Джулия Даффи и Бо Свенсон.
Сюжет представляет собой современную трактовку истории об Эдипе и сосредоточен на подростке, которого воспитывает его невротичная тётя, оказавшаяся в центре расследования убийства после того, как зарезала мужчину в их доме. Сексуально подавленная тётя тайно мечтает о связи с племянником, в то время как детектив, расследующий преступление, считает, что убийство было результатом гомосексуального любовного треугольника.
Фильм, финансируемый независимой компанией Royal American Pictures, был снят в Лос-Анджелесе в 1981 году. Первоначально Майкл Миллер был нанят режиссёром и завершил съемки первой сцены с оператором Яном де Бонтом, прежде чем его уволили и заменили Эшером, который снял оставшуюся часть фильма с Робби Гринбергом.
Премьера фильма состоялась в Орегоне в ноябре 1981 года, премьера в других городах США прошла уже в начале 1982 года. Первоначальное название фильма — «Мясник, пекарь, создатель кошмаров» (англ. Butcher, Baker, Nightmare Maker). В 1983 году он был перевыпущен под названием «Ночное предупреждение», под которым впоследствии был издан на домашнем видео. Фильм получил смешанные отзывы, в частности вызвал дискуссию за его раннее позитивное изображение мужского персонажа-гея. Также он был номинирован на премию «Сатурн» как лучший фильм ужасов 1982 года.

## Сюжет
Старшеклассник Билли Линч живёт со своей заботливой тётей Шерил, которая воспитывала его с младенчества после того, как его родители погибли в автомобильной катастрофе. Одаренному баскетболисту Билли предлагают получить стипендию для учёбы в Денверском университете, но Шерил решительно отвергает эту идею, заявляя, что Билли останется с ней, чтобы «внести свой вклад». В школе над Билли издевается один из его товарищей по баскетбольной команде, Эдди, который завидует близкому товариществу Билли с их тренером Томом Ландерсом; тем временем Джулия, фотограф школьной газеты, начинает проявлять романтический интерес к Билли.
В день 17-летия Билли Шерил меняет свое мнение о стипендии и просит Билли заехать в мастерскую по ремонту телевизоров, чтобы техник Фил Броуди зашёл посмотреть их телевизор. Вечером, пока Фил чинит телевизор, Шерил предлагает ему заняться сексом, а когда он отказывается, то убивает его кухонным ножом, свидетелем чего через окно является Билли. Шерил в истерике утверждает, что Фил пытался её изнасиловать.
Фанатичный полицейский детектив (бывший морской пехотинец и получатель «Пурпурного сердца») Джо Карлсон, привлеченный к этому делу, скептически относится к заявлениям Шерил о попытке изнасилования. Узнав, что Фил Броуди был геем и что у него были однополые отношения с тренером Билли, Томом, он предполагает, что убийство было результатом любовного треугольника между Филом, Томом и Билли, и что Шерил покрывает своего племянника. Карлсон начинает допрашивать Билли, обвиняя его в том, что он «гомик», и преследует Тома, заставляя его уволиться с работы в средней школе. Карлсон также расспрашивает Джулию о её сексуальных отношениях с Билли. Тем временем Шерил даёт Билли молоко со снотворным, из-за которого он плохо сдаёт экзамены на получение стипендии. Тётушка тем временем расхламляет чердак, чтобы у него была «квартира» в доме. Сержант Кук, который наблюдал за домом Шерил, считает, что Билли невиновен, и с подозрением относится к Шерил.
Позже на чердаке Билли находит фотографию мужчины по имени Крейг, который, как утверждает Шерил, был одним из старых парней его матери. Билли просит Джулию зайти в дом, чтобы отвлечь Шерил, чтобы он мог продолжить расследование; в коробке наверху он находит свое свидетельство о рождении, указывающее, что Шерил на самом деле его мать, а Крейг был его отцом. Тем временем внизу Шерил ударяет Джулию по голове отбивным молотком и снова накачивает Билли молоком со снотворным, отчего он теряет сознание.
Джулия просыпается в тайной комнате в подвале, где обнаруживает мумифицированный труп Крейга и его отрубленную голову в банке с формальдегидом рядом с импровизированным алтарём. Любопытная соседка Шерил Марджи, заподозрив неладное, пробирается в дом, чтобы расследовать происходящее, но её замечает Шерил и убивает мачете. Затем сержант Кук пребывает в дом в поисках Джулии, которая была объявлена пропавшей без вести её матерью, Шерил также убивает и его. Шерил догоняет выбежавшую из дома Джулию и они обе падают в пруд недалеко от леса.
Билли просыпается на чердаке, который Шерил украсила своими детскими игрушками, и, спотыкаясь, спускается вниз, чтобы позвонить в полицию. Пытаясь набрать 911, Шерил нападает на него с ножом, и начинается жестокая борьба, заканчивающаяся тем, что Билли пронзает её кочергой для камина. Билли звонит Тому, прося о помощи. Вскоре после этого Карлсон прибывает в дом, где находит Тома, обрабатывающего ножевые ранения Билли, и видит безжизненное тело Шерил на полу. В ярости Карлсон обвиняет Билли и Тома в преступлениях и наставляет на них пистолет, несмотря на настойчивые крики Джулии о том, что виновата Шерил. Том и Карлсон вступают в потасовку, во время которой Билли успевает схватить пистолет, выстрелив в Карлсона несколько раз. Карлсон истекает кровью перед пианино в гостиной, пока Билли и Джулия обнимаются и плачут.

## В ролях
| Актёр                                 | Роль                 |
| ------------------------------------- | -------------------- |
| Сьюзан Тайррелл                       | Шерил Робертс        |
| Джимми Макникол                       | Билли Линч           |
| Бо Свенсон                            | детектив Джо Карлсон |
| Джулия Даффи                          | Джулия               |
| Билл Пэкстон (указан: Уильям Пэкстон) | Эдди                 |
| Марсия Льюис                          | Марджи               |
| Стив Истин                            | тренер Тома Ландерс  |

| Актёр        | Роль                             |
| ------------ | -------------------------------- |
| Бритт Лич    | сержант Кук                      |
| Кэски Свейм  | Фил Броуди                       |
| Купер Нил    | Фрэнк                            |
| Гэри Баксли  | Крейг Стрэнг / Билл Линч-старший |
| Кей Кимлер   | Анна Линч                        |
| Рэнди Нортон | студент Тони                     |
| Алекс Бейкер | офицер Уэсткотт                  |

## Релиз
В фильме был выпущен в небольшой региональный прокат Comworld Pictures в нескольких городах штата Орегон, в том числе в Сейлеме и Корваллисе, 20 ноября 1981 года. Прокат фильма в кинотеатрах расширился в марте 1982 года, показ состоялся в Сент-Луисе, Миссури, а также Ванкувере, Британская Колумбия.
Фильм был переиздан в январе 1983 года под названием «Ночное предупреждение» и впервые показан в калифорнийских городах Сан-Франциско и Санта-Круз, а также в Индианаполисе, Индиана.
Осенью 1983 года фильм демонстрировался на платном телеканале The Movie Channel, а затем был выпущен HBO Home Video на VHS в 1985 году. В Великобритании фильм был включён в список video nasty Британским советом по классификации фильмов, также ему было отказано в сертификации в 1987 году.
Независимый издатель Code Red выпустил фильм на DVD в 2014 году и переиздал его на Blu-ray 18 июля 2017 года в разрешении 2K.